# Robotfindskitten
robotfindskitten (дослівно з англійської мови «робот знаходить кошеня») — це «симуляція дзен», яку розробник програмного забезпечення Леонард Річардсон (англ. Leonard Richardson) вперше написав для MS-DOS у 1997 році. Це вільне програмне забезпечення, відеогра з текстовим інтерфейсом ASCII. Користувач грає за робота, який згаданий у назві цієї гри та представлений у інтерфейсі знаком решітки «#», і має знайти кошеня, представлене випадковим символом, на полі серед інших випадкових символів. Робот ідентифікує предмети підходячи до них — як кошеня або як довільний предмет, який не є кошеням (англ. non-kitten item, скорочено NKI), із химерним, дивними або просто випадковим текстовим описом. Гра звичайно не передбачає можливості програти, хоча Раян Фінні (англ. Ryan Finnie), відомий розробкою дистрибутиву Finnix, опублікував у 2004 році патч, за якого NKI може вбити робота з імовірністю 1 з 10. Саймон Карлесс характеризуючи robotfindskitten сказав, що це «менше гра, а більше спосіб життя… Весело блукати, доки не знайдеш кошеня, після чого ти почуваєшся щасливим і можеш почати знову».
Перша версія програми robotfindskitten була єдиною роботою, поданою на конкурс, який провів у 1997 році вебжурнал Nerth Pork, що нині не існує, з конкурсним завданням зобразити robotfindskitten (дослівно з англійської мови «робот знаходить кошеня»). Концепцію robotfindskitten раніше придумав Джейкоб Берендес (англ. Jacob Berendes), але єдина конкурсна робота, яку він отримав, зображала кошеня, яке спіткала передчасна смерть від рук злих роботів.
Після того як у 1999 році автор переписав програму для Лінукс, вона набула популярності. Має власний вебсайт і списки розсилки. З того часу її було портовано та реімплементовано для більш ніж 30 платформ, включаючи POSIX, Dreamcast, Palm OS, TI-99/4A, Z-machine, Sony PSP, Android і багатьох інших. Також є графічні версії, зокрема версія для OpenGL із # поміщеним на куб. Її ремейки також використовують для навчання програмуванню на практиці, наприклад для Gambas.